# ГЕС Кардано
ГЕС Кардано (італ. centrale idroelettrica di Cardano) — гідроелектростанція на півночі Італії, на східній околиці Больцано. Знаходячись після ГЕС Понте-Гардена, становить нижній ступінь у каскаді на річці Ізарко (ліва притока Адідже, яка впадає в Адріатичне море утворюючи спільну дельту із По).
Ізарко дренує цілий ряд альпійських гірських хребтів — Штубайські та Зарнтальські Альпи на західній стороні долини, Ціллертальські Альпи та гори Fiemme на східній стороні. Саме на ділянці між Fiemme та Зарнтальськими Альпами, у районі Понте-Гардена (Waidbruck), річку перегородили греблею, яка утримує водосховище об'ємом 290 тис. м3 та відводить воду до дериваційного тунелю. Останній прямує через правобережний гірський масив та має довжину 14,8 км.
Машинний зал, розташований за 4 км від гирла Ізарко, наразі обладнаний п'ятьма турбінами типу Френсіс потужністю по 33 МВт, які при напорі у 330 метрів забезпечують виробництво 620 млн кВт·год електроенергії на рік. Раніше на станції існували ще три турбіни типу Пелтон, що виробляли струм для потреб залізниці, проте вони були демонтовані.
Видача продукції відбувається по ЛЕП, що працюють під напругою до 220 кВ.